# Bakovac Kosinjski
Bakovac Kosinjski ili Kosinjski Bakovac je dio Kosinjske doline i naselje u Republici Hrvatskoj, u sastavu Općine Perušić, Ličko-senjska županija. U srednjem vijeku nazivao se Srakovina, a koje je ime zadržao u formi Sraklin sve do 24. prosinca 1913. kada je preimenovan u današnji naziv Kosinjski Bakovac. 

## Zemljopis
Bakovac Kosinjski, je naselje u Lici, smješteno blizu Perušića i oko 6 km zapadno od Gornjeg Kosinja. Nadmorska visina 507 m.

## Stanovništvo
| broj stanovnika | 659   |       |       | 1015  | 1163  | 1308  | 1058  | 996   | 1064  | 935   | 813   | 697   | 472   | 372   | 187   | 126   | 69    |
|                 | 1857. | 1869. | 1880. | 1890. | 1900. | 1910. | 1921. | 1931. | 1948. | 1953. | 1961. | 1971. | 1981. | 1991. | 2001. | 2011. | 2021. |

Etnički sastav stanovništva:
- 2001. – 187
- 1991. – 372 (Hrvati – 367, Srbi – 1, ostali – 4)
- 1981. – 472 (Hrvati – 435, Jugoslaveni – 35, ostali – 2)
- 1971. – 697 (Hrvati – 692, Jugoslaveni – 1, ostali – 4)

## Povijest i kultura
U starom vijeku su u ovom kraju živjeli Japodi, vrlo vjerojatno imena Parentini, a o čemu nam svjedoči epigrafski spomenik iz 1. st. tzv. Pisani kamen.  Nalazi se na području današnjeg Kosinja, u blizini Lomske dulibe, preciznije u predjelu Legenac, 1200 m zračne linije od vrela Begovača.
U srednjem vijeku je na mjestu današnjeg Kosinjskog Bakovca bilo spomenuto naselje Srakovina, s gradom Kosinjem i manjim selima Gorenja Vas i Rdeča Vas. Cijelo područje bilo je u vlasništvu srednjovjekovnoga Bočaćkog plemena Stupića, prezimena Lacković, poznatih kao knezovi Kosinjski. Godine 1499. zamjenom Kosinjskih s Anžom (Ivanom) VIII. Frankapanom Brinjskim grad Kosinj i okolna sela prelaze u njegov posjed. Ključni lokalitet Kosinjskog Bakovca upravo je grad Kosinj/Kosinjski Ribnik kao srednjovjekovni burg i lokacija Kosinjske tiskare. Iz njegovih su ruševina prenesene na današnju kapelu sv. Vida četiri glagoljske ploče i grb Anža Frankapana. U Kosinjski Bakovac se u literaturi pogrješno pozicionira selo Ljupčići. Ispravnom transliteracijom darovnice Anža Frankapana iz 1493. objavljenoj u Bratulićevim Hrvatskim spomenicima 2017.god. jasno se definira pozicija Ljupčića. U smjeru istoka prema zapadu od Krasna "gredući jesu njih mejaši" selo Ljupčići, a što može biti samo na području današnjeg Apatišana kod Krasna.

## Sakralni spomenici
Kapela u Kosinjskom Bakovcu nosi ime sv. Vida. Izgrađena je prije 1700.god., obnovljena je prvi puta 1768.god. materijalom iz "grada Kosinja", te drugi puta krajem 19. st. postavljanjem ograde, fasade, oltara itd. 

## Jela car
Kraj Kosinjskog Bakovca nalazi se najveće velebitsko stablo i najveća jela u Europi poznata kao "Jela car". Visoka je 42,5 m a ima opseg 5,42 m. Njena posebnost jest u tome što je stara oko 1000 godina, tako da sve jele koje rastu oko nje djeluju „normalne“ visine i širine, a sama jela zaista izgleda kao car u njihovom okruženju.

## Galerija
- Pogled prema Kosinjskom Bakovcu s Velebita
- Kapela sv. Vida u Kosinjskom Bakovcu
- Jela car
- Cesta u Kosinjskom Bakovcu, pod Velebitom